# Goriška statisztikai régió
Goriška Szlovénia 12 statisztikai régiójának egyike. Az ország nyugati részén elhelyezkedő régiót északról és nyugatról Olaszország, délről Obalno-kraška és Notranjsko-kraška, keletről pedig Gorenjska valamint  Osrednjeslovenska statisztikai régiók határolják. A 2005-ös becslések szerint Goriška összlakossága 119 628 fő volt. A régió központja Nova Gorica.

## Községek a régió területén
A régió területén 12 község (szlovénül občina) található:
- Ajdovščina község
- Bovec község
- Brda község
- Cerkno község
- Idrija község
- Kanal ob Soči község
- Kobarid község
- Miren-Kostanjevica község
- Nova Gorica városi község
- Renče–Vogrsko község
- Šempeter-Vrtojba község
- Tolmin község
- Vipava község